# John Agerberg
John Agerberg, född 30 september 1892 i Brunflo församling, Jämtlands län, död 9 oktober 1956, var en svensk psykiater.
Efter studentexamen i Östersund 1911 studerade Agerberg juridik vid Uppsala universitet 1912–15, blev medicine licentiat vid Karolinska institutet i Stockholm 1925 och medicine doktor 1942. Han blev extra ordinarie hospitalsläkare av andra klassen vid Kristinehamns hospital 1926, hospitalsläkare av andra klassen där 1928, hospitalsläkare av första klassen 1929 och överläkare av tredje klassen 1932 vid Birgittas sjukhus i Vadstena samt överläkare och sjukhuschef vid Frösö sjukhus 1933(–1955). 
Agerberg författade Medvetandets problem ur fysiologisk synpunkt (gradualavhandling – i bokhandeln under titeln Kropp och själ) samt ett 20-tal artiklar i facktidskrifter.